# Pahutînți, Volociîsk
Pahutînți (în ucraineană Пахутинці) este localitatea de reședință a comunei Pahutînți din raionul Volociîsk, regiunea Hmelnîțkîi, Ucraina.

## Demografie
Componența lingvistică a localității Pahutînți
     Ucraineană (99,26%)
     Alte limbi (0,56%)
Conform recensământului din 2001, majoritatea populației localității Pahutînți era vorbitoare de ucraineană (99,26%), existând în minoritate și vorbitori de alte limbi.